# Museu del Barroc de Catalunya
El Museu del Barroc de Catalunya és un museu d’art dedicat a la difusió del barroc català, situat a Manresa. Va ser inaugurat el 21 de febrer de 2024 i ocupa una part rehabilitada de l’Col·legi de Sant Ignasi, un edifici del segle XVIII catalogat com a Bé Cultural d’Interès Nacional (BCIN). El museu forma part de la Xarxa de Museus d’Art de Catalunya i el mateix any 2024 va ser declarat Museu d’Interès Nacional per la Generalitat de Catalunya.

## Història[calcitació]
Els orígens del museu es remunten al Museu Comarcal de Manresa, fundat el 1896, amb una col·lecció que incloïa art religiós i patrimoni local. Amb el temps, el focus es va anar especialitzant en el període barroc, reconeixent la riquesa cultural i artística d’aquest període a la comarca del Bages.
Durant les dècades següents, el museu va experimentar diverses ampliacions i reformes, fins que el 2016 es va iniciar un ambiciós projecte de rehabilitació i conversió de l’antic Col·legi de Sant Ignasi en un museu dedicat específicament a l’art barroc català. La inauguració el 2024 va suposar un nou impuls per a la promoció del patrimoni barroc a Catalunya.
Aquest projecte va comptar amb el suport i la col·laboració de diferents institucions públiques i privades, així com de la comunitat científica i artística, que van contribuir a configurar un discurs museogràfic rigorós i innovador. La idea va ser crear un espai que no només exposés obres sinó que també contextualitzés l’entorn social, religiós i cultural del barroc.
El nou museu també pretén ser un centre de referència per a la recerca i la difusió de l’art barroc català, promovent activitats acadèmiques, exposicions temporals i programes educatius. Amb aquesta mirada integral, el Museu del Barroc de Catalunya vol consolidar-se com un punt de trobada per a experts i públic general, remarcant un període artístic clau per a la identitat cultural catalana.

## L’edifici[calcitació]
L’espai ocupat és part de l’antic Col·legi de Sant Ignasi, construït pels jesuïtes al llarg del segle XVIII i ampliat al segle XIX. L’edifici, de notable valor històric i arquitectònic, reflecteix les característiques del barroc civil català, combinant funcionalitat i ornamentació.
La restauració ha respectat la integritat de les estructures originals, posant especial atenció en la preservació dels detalls ornamentals, com els elements escultòrics i les voltes de pedra. L’ús d’un nou volum de vidre i acer facilita la connexió entre passat i present, oferint un espai museístic modern i accessible.

## Col·lecció[calcitació]

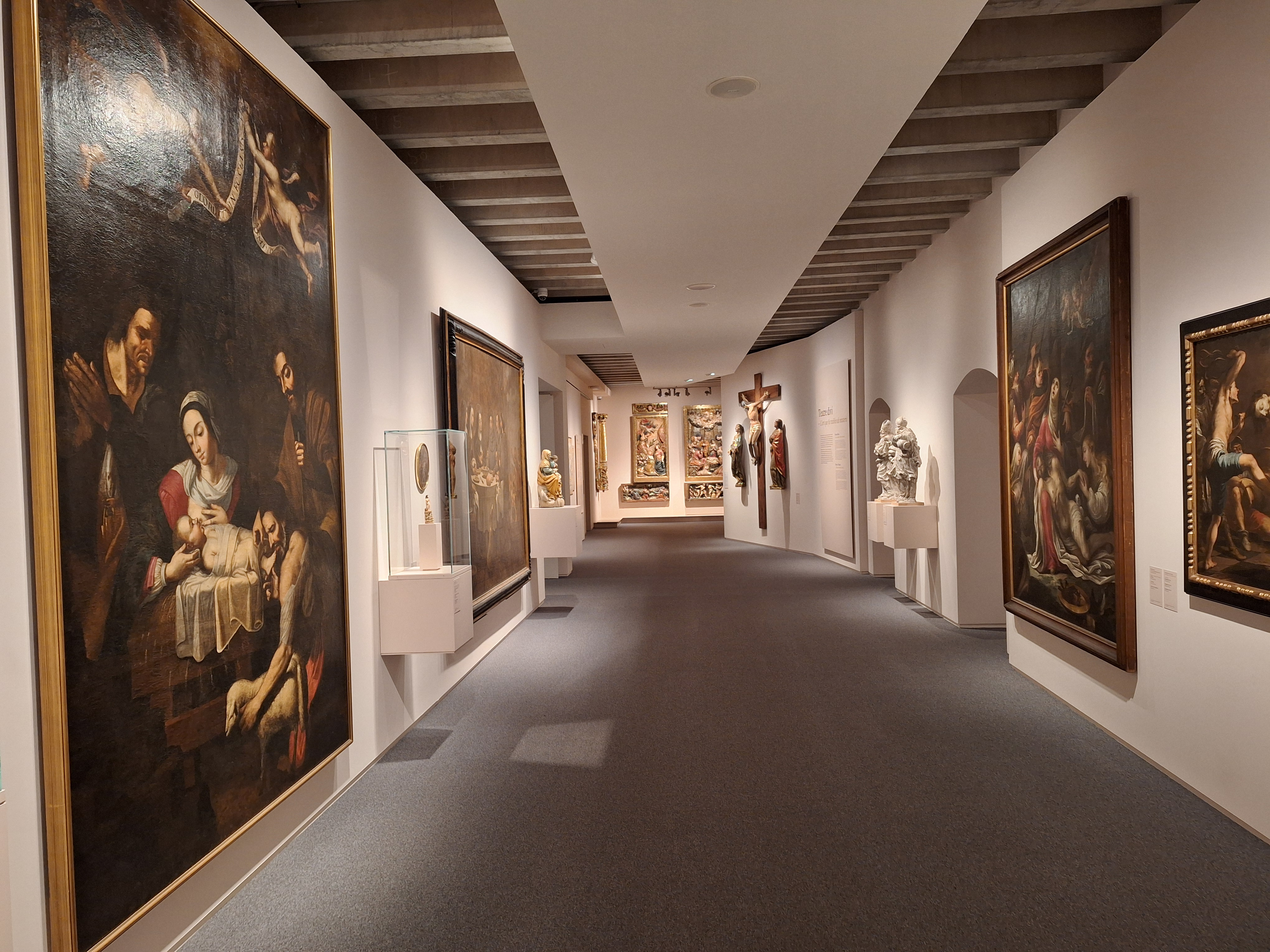
Sala del museu del Barroc de Catalunya

La col·lecció del museu se centra exclusivament en l’art barroc català, amb un total d’unes 200 peces representatives dels segles XVII i XVIII. El fons reflecteix la pluralitat d’estils i influències que van convergir durant aquest període, així com les funcions socials i religioses de l’art barroc.
Les obres provenen de diversos orígens, incloent-hi fons històrics i dipòsits de museus catalans, així com adquisicions i préstecs d’entitats religioses i col·leccions privades, fet que garanteix una visió àmplia i integrada. La selecció destaca per la seva qualitat artística i el seu valor documental, que permet conèixer les pràctiques artístiques i espirituals de l’època.
Les obres s’articulen en cinc àmbits temàtics:
- Teatre diví: mostra el caràcter dramàtic i escenogràfic de l’art religiós barroc. Inclou retaules, escultures de sants i composicions de gran teatralitat, com la Puríssima de Francesc Santacruz o Sant Josep amb el Nen de Pere Costa i Cases. Aquest àmbit posa en relleu la funció de l’art com a vehicle d’emoció i devoció.

- Uns segles daurats: se centra en la creació artística catalana durant el període barroc, posant l’accent en la riquesa de tallers locals. S’hi troben escultures de Josep Sunyer i pintures de Joan Grau. Aquest apartat destaca la consolidació d’una identitat artística pròpia dins l’Europa barroca.

- Escenaris del barroc: recull escenes quotidianes, representacions d’oficis, festivitats i vida domèstica, aportant una mirada civil al barroc. Aquesta perspectiva humanitza l’art i reflecteix la societat catalana de l’època des d’una òptica menys solemne i més pròxima.

- La força de la representació: mostra l’expressivitat i la intensitat emocional pròpies de l’època, amb obres com Immaculada intercedint per una ciutat de Pasqual Bailon Savall. Aquest apartat subratlla l’ús dels recursos dramàtics per transmetre missatges espirituals i socials.

- Antoni Viladomat i el seu temps: dedicat al pintor barceloní Antoni Viladomat, un dels màxims exponents de la pintura catalana del segle XVIII, amb obres com el Baptisme de Sant Francesc i escenes de la vida de sant Ignasi. Aquesta secció contextualitza la seva obra dins el corrent artístic i cultural de la Catalunya barroca.

El museu també compta amb una selecció de talles policromades, elements d’orfebreria religiosa i un petit conjunt de gravats, que ajuden a contextualitzar la difusió de les imatges devocionals a l’època moderna. Es presta especial atenció a les relacions entre art i espiritualitat, art i societat, així com als vincles amb la Companyia de Jesús i altres ordes religiosos actius a la Catalunya barroca.
Tots els àmbits incorporen recursos interpretatius moderns, amb audiovisuals, textos explicatius i elements interactius, que permeten comprendre l’estètica, la funció i el significat de les obres, així com el seu impacte social i cultural.

## Museografia[calcitació]

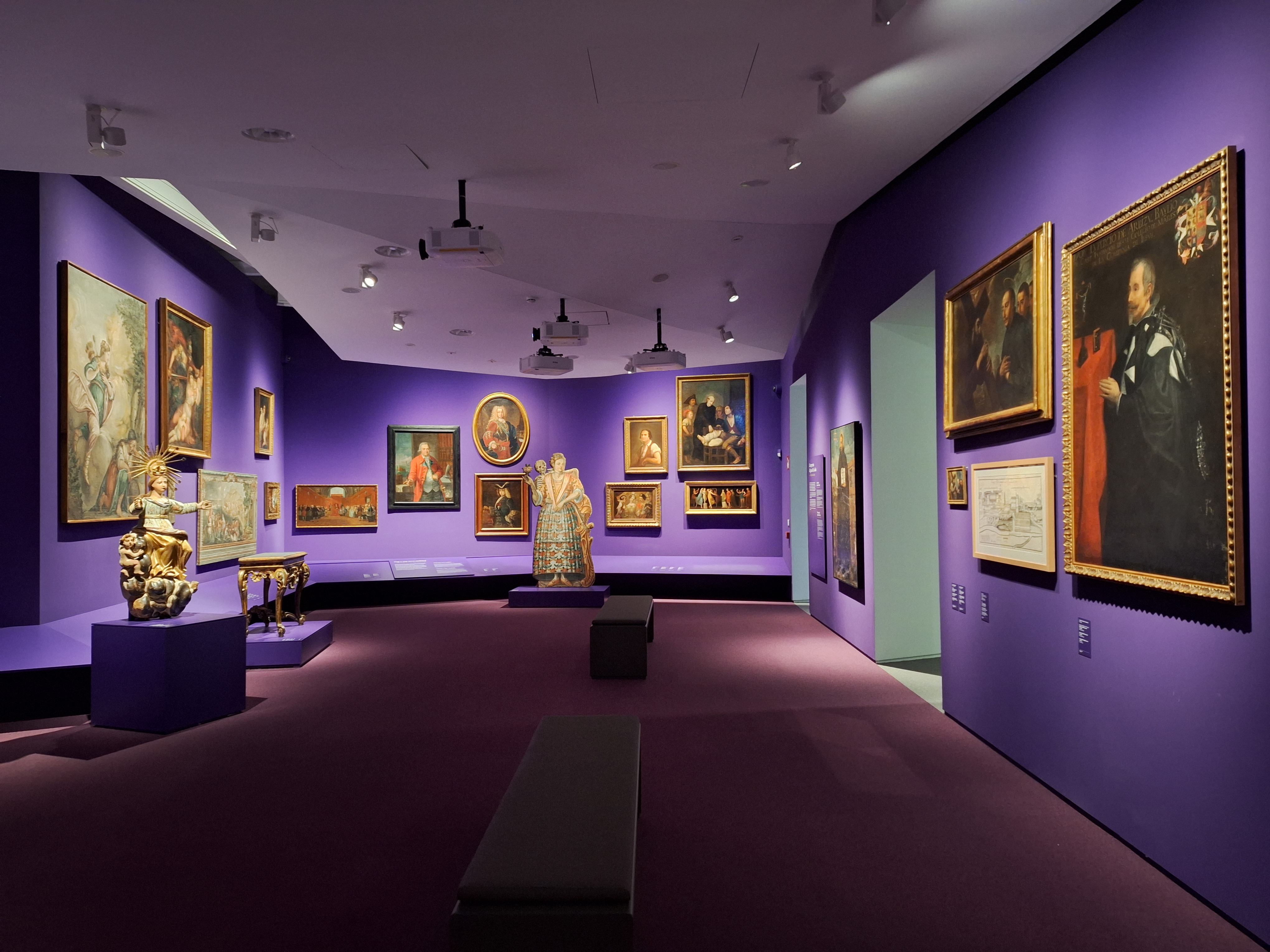
Sala d'immersió sonora del museu del Barroc de Catalunya.

La museografia utilitza una aproximació immersiva, combinant audiovisuals, música barroca i il·luminació adaptada per reforçar el guió narratiu. Aquest enfocament multisensorial facilita una experiència que va més enllà de la simple contemplació de les obres, convidant el visitant a connectar emocionalment amb el període barroc.
Els espais es distribueixen de manera que es pugui seguir un fil cronològic i temàtic, amb una atenció especial a la facilitat d’accessibilitat i la interacció amb el públic. La sala d’immersió sonora, al final del recorregut, ofereix una experiència única que reprodueix l’ambient musical i litúrgic del barroc català.

## Gestió i finançament[calcitació]
El projecte ha estat finançat amb fons de la Generalitat, l’Ajuntament, la Diputació de Barcelona i fons europeus (FEDER i Next Generation UE). Aquesta col·laboració institucional ha estat clau per garantir la viabilitat i la qualitat del museu.
La gestió del museu està orientada a la promoció del patrimoni local i la dinamització cultural de la comarca, amb una política activa d’exposicions temporals, activitats educatives i col·laboracions amb entitats culturals i religioses. El museu aposta per ser un centre viu i integrador, obert a la societat.

## Premis i reconeixements
- 2024 – Declaració com a Museu d’Interès Nacional per la Generalitat, un reconeixement que avala la importància cultural i patrimonial del museu en l'àmbit català i nacional.[2]
- 2024 – Premi NAN d’Arquitectura al millor projecte de rehabilitació patrimonial, que destaca la combinació d’innovació i respecte pel patrimoni històric.[3]

## Activitats i projecció
Forma part del projecte Territori Barroc, una iniciativa per promoure i enllaçar el patrimoni barroc català, que implica una xarxa d’institucions i recursos culturals per donar visibilitat i dinamitzar el sector.
El museu organitza regularment exposicions temporals, tallers educatius, visites guiades i concerts de música antiga, que contribueixen a diversificar l’oferta cultural i a captar públics diversos, des d’especialistes fins a públic familiar.

## Informació pràctica[calcitació]
- Horari d’hivern (1 d’octubre–31 de maig): dimarts a dissabte de 10 a 18 h; diumenges i festius de 10 a 15 h; dilluns tancat.
- Preus: entrada general 8 €; reduïda 6 €. Ofereix també tarifes especials per a grups, escoles i persones amb discapacitat, així com entrada gratuïta els primers diumenges de mes.